# Pedro Andreievich Shuvalov
Pedro Andreievich Shuvalov (em russo: Пётр Андре́евич Шува́лов; romaniz.: Pyotr Andreyevich Shuvalov) (São Petersburgo, 27 de julho de 1827 – 22 de março de 1889) foi um militar e estadista russo. Influente no reinado de Alexandre II, Pedro foi general de cavalaria (1872), governador da Curlândia e da Livônia (1864-1866), ministro da guerra (1866-1874), chefe da polícia secreta do czar (1857-1860) e  embaixador russo em Londres (1874-1878). Ele também foi conselheiro privado de Alexandre II, presidente da nobreza de São Petersburgo e membro do Conselho de Estado (1866). Devido a sua influência na corte e suas políticas reacionárias, seus opositores liberais o apelidaram de "Pedro IV" (em referência aos três czares russos chamados Pedro) e "Arakcheyev II" (em referência ao violento general de Alexandre I).

## Biografia
Pedro nasceu em uma família de aristocratas russos que desempenharam um importante papel na cultura e na política do Império desde meados do século XVIII. Seu pai, o conde André Petrovich Shuvalov, foi uma figura proeminente nas cortes de Nicolau I e Alexandre II. Sua mãe era, Thekla Ignatyevna Walentinowicz, era viúva e herdeira do príncipe Zubov. Seu irmão, Paulo Andreyevich Shuvalov, foi embaixador em Berlim.
Após formar-se no Corpo de Pajens, Pedro subiu na hierarquia do séquito de Alexandre II, tornando-se ajudante de ordens, major-general e ajudante-geral. Em 1857 ele foi nomeado chefe da polícia de São Petersburgo.
Em 1860, Pedro foi nomeado diretor do Departamento de Assuntos Gerais do Ministério do Interior e, em 1861, chefe do estado-maior do Corpo Especial de Gendarmes. Mais tarde, ele propôs a dissolução do Corpo, o que contribuiu para sua reputação de liberal e anglófilo. Seu projeto foi rejeitado e ele pediu demissão no final de 1861. Ele serviu em outros ainda lugares no início da década de 1860 e em 1864 foi nomeado governador-geral para a região do Báltico.
Após a tentativa frustrada de Dmitri Karakózov de assassinar Alexandre II, em abril de 1866, Shuvalov foi nomeado chefe dos gendarmes e chefe executivo da Terceira Seção da Chancelaria Imperial - à época, uma função com status ministerial. Ele formou um grupo de ministros com o mesmo posicionamento moderado (A.P. Bobrinsky, S.A. Greig, K.I. Pahlen, Dmitri Tolstoi) e, com o auxílio do marechal-de-campo Aleksandr Baryatinski (confidente do czar), seguiu uma política de reformas moderadas. Politicamente, ele era tão contrário ao movimento eslavófilo quanto aos reformistas mais liberais, como o ministro da Guerra Dmitri Miliutin e o grão-duque Constantin Nikolaievich.
Pedro era favorável ao zemstvo, mas baseado no fortalecimento da posição política da aristocracia rural. Ele imaginou, a longo prazo, um sistema de representação nacional, com uma constituição e um parlamento bicameral inspirado no antigo modelo aristocrático inglês, mas ele externou suas ideias parlamentaristas apenas em 1881, quando já estava aposentado.

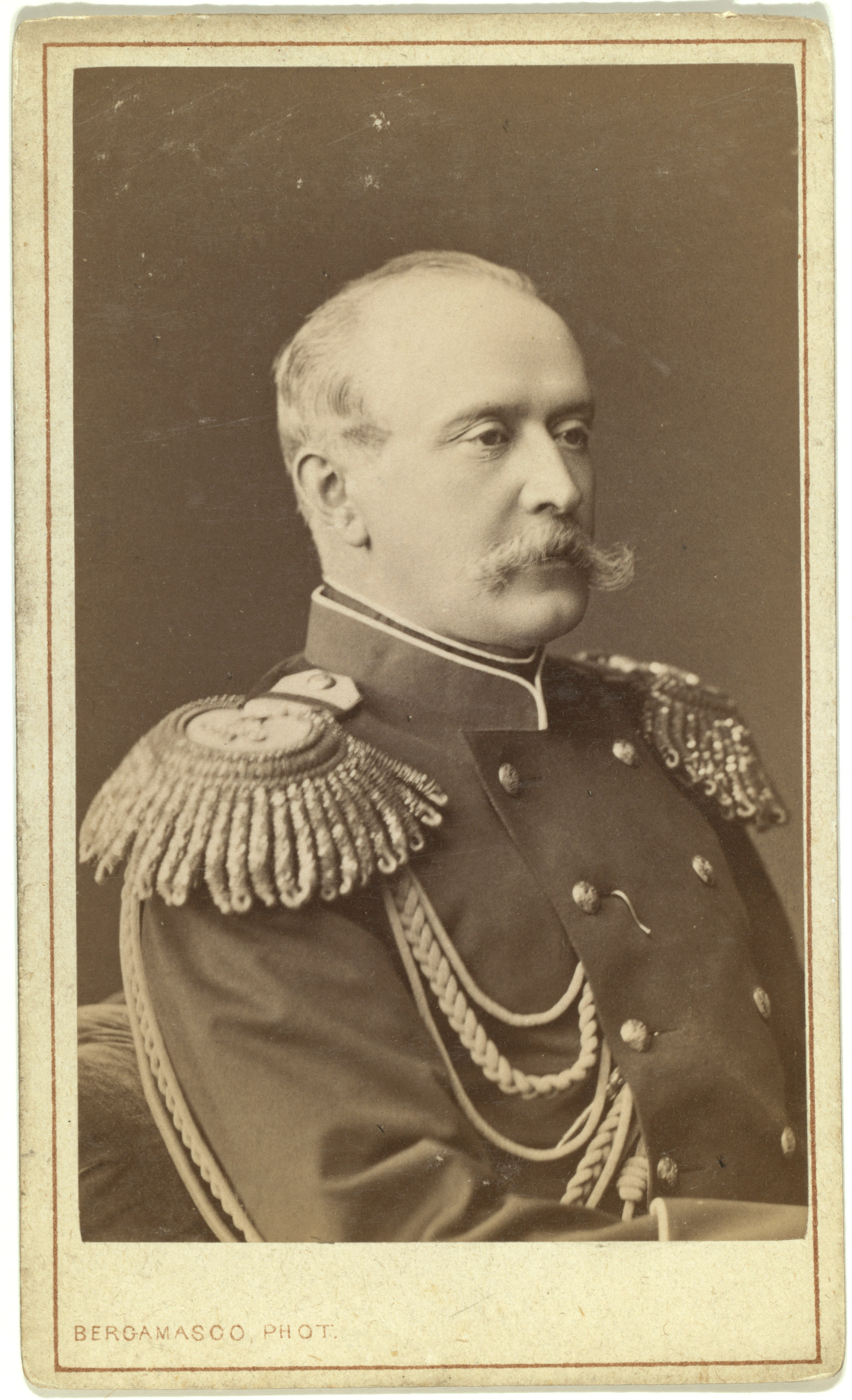
Pedro Shuvalov

O conde deu continuidade às reformas de seus predecessores, embora com mais cautela. Ele reorganizou o zemstvo em 1870 e revisou a estrutura do exército em 1874, reduzindo o tempo de serviço militar de 15 anos para 6. Ao mesmo tempo, ele fortaleceu sistema de censura do governo e limitou a cobrança de impostos do zemstvo. Em 1872, ele foi promovido a general-de-cavalaria, patente equivalente à de general em outros exércitos.

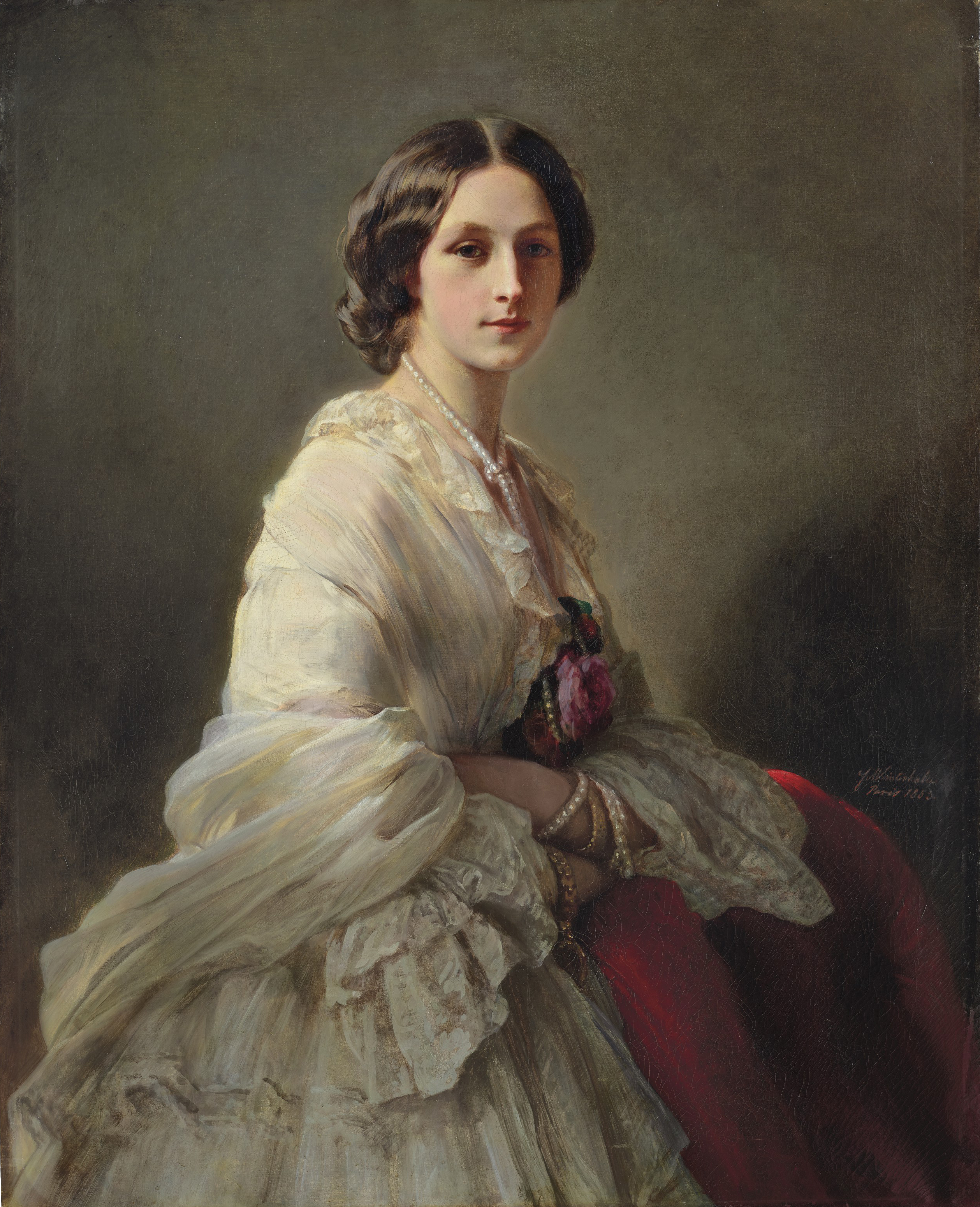
A esposa de Pedro, Condessa Elena Ivanovna Shuvalova, nascida Condessa Chertkova

Em 1873, Pedro foi enviado a Londres em missão para arranjar o consórcio entre a grã-duquesa Maria Alexandrovna e o duque de Edimburgo. A missão foi bem sucedida e os dois se casaram em janeiro de 1874. Ele também foi encarregado de tranquilizar o governo britânico, informando que Alexandre II não tinha planos de conquistar o centro-asiático Canato de Quiva. Embora Quiva tenha caído perante as tropas russas em 1874, Pedro foi habilidoso em culpar o excesso de zelo dos generais pela ação e não prejudicou sua reputação em Londres.
Em abril de 1874, o conselho de ministros aprovou a criação de uma comissão experimental com representantes dos zemstvos, da aristocracia rural e das cidades. Embora a comissão tenha sido encarregada apenas de avaliar um projeto de lei sobre a contratação de trabalhadores agrícolas, o conceito foi considerado tão radical que, em novembro de 1874, o conde foi demitido e designado embaixador em Londres. No entanto, alguns autores sugerem razões mais banais para sua queda repentina, como gabar-se de sua influência sobre o csar ou fazer um comentário imprudente sobre sua amante, Caterina Dolgorukov.
Pedro desempenhou um papel importante nas negociações entre a Rússia e a Grã-Bretanha durante e após a Guerra Russo-Turca (1877-1878) e foi fundamental para evitar o conflito entre as duas potências após o Tratado de Santo Estêvão. Com a conclusão do Tratado de Berlim de 1878, a opinião pública russa voltou-se contra ele, que foi visto como demasiadamente conciliador e muito disposto a ceder às exigências britânicas e, principalmente, às alemãs. Embora Alexandre II tenha resistido inicialmente à pressão pública para demitir o conde, a deterioração das relações russo-alemãs em 1879 forçou-o a se aposentar.
Paulo morreu em 22 de março de 1889, sendo sepultado em sua propriedade em Vartemäki, Governadoria de São Petersburgo.